# Werner Burgheim
Werner Burgheim (* 1942) ist ein deutscher Sozialarbeiter, Pädagoge, Erziehungswissenschaftler und Hochschullehrer im Ruhestand. Er lehrte von 1975 bis 2007 als Professor für Sozialpädagogik, Krisenpädagogik und Didaktik der Erwachsenenbildung an der Fachhochschule Darmstadt. Er war Vorsitzender der Internationalen Gesellschaft für Sterbebegleitung und Lebensbeistand (IGSL).

## Leben
Nach einem Studium der Sozialarbeit in Freiburg mit dem Abschluss Diplom-Sozialarbeiter und einem Studium der Erziehungswissenschaften, Soziologie und Psychologie in Tübingen mit dem Abschluss Diplom-Pädagoge wurde Burgheim in Berlin zum Dr. phil. promoviert.
Es folgte eine langjährige Tätigkeit in der Sozialarbeit und in der Jugend- und Erwachsenenbildung.
Von 1975 an lehrte er als Professor für Sozialpädagogik, Krisenpädagogik und Didaktik der Erwachsenenbildung an der Fachhochschule Darmstadt. Dort nahm er zeitweise auch die Aufgabe des Dekans wahr und wurde in den Vorstand der Dekanekonferenz Deutschlands (jetzt Fachbereichstag) gewählt.
Außerdem nahm Burgheim einen Lehrauftrag am Fachbereich Pflege- und Gesundheitswissenschaften sowie eine Gastprofessur am Lillehammer University College in Norwegen wahr. Daneben war er als Seminarleiter zur Vorbereitung auf die Hospizarbeit, als Dozent zu psycho-sozialen und spirituellen Themen in der Qualifizierung von Ärzten und Pflegefachkräften in Palliative Care, als Supervisor von Hospizmitarbeitern, als Coach von Hospizvorständen und als Gesundheitstrainer in Psycho-Onkologie beim Bochumer Gesundheitstraining (BGT) tätig.
Im Jahr 2007 ging Burgheim in den Ruhestand.

## Mitarbeit bei Projekten, in Gremien und Verbänden
- Internationale Gesellschaft für Sterbebegleitung und Lebensbeistand (IGSL-Hospiz) (1. Vorsitzender von 1996 bis 2003)
- Strukturkommission des Landes Thüringen zur Gründung der Hochschulen (ehem. Vorsitzender)
- Deutsche Gesellschaft für Palliativmedizin (DGP)
- Interdisziplinäre Gesellschaft für Palliativmedizin Rheinland-Pfalz (iGP)
- Ethikkommission des Landes Rheinland-Pfalz (Sachverständiger)
- Projekt: Bausteine für ein zukunftsfähiges Deutschland
- Internationale Gesellschaft für Gruppenarbeit in der Erziehung
- Netzwerk Lernende Organisation

## Werke (Auswahl)

### Publikationen in Buchform
- BildungsKunst in Lebenskrisen. Über-Leben lehren und lernen zwischen Bevormundung und Plauderei,  Darmstadt 1994 (Zugleich Hochschulschrift, Berlin, Technische Universität, Diss., 1994)
- (Autor), IGSL, Internationale Gesellschaft für Sterbebegleitung und Lebensbeistand, Bingen (Hrsg.): Endlich leben. Nachdenken über Sterben, Tod und Trauer, Bingen, IGSL Bingen 1999, ISBN 978-3-934336-11-7.
- (Autor), mit Paul Becker (Autor), Ursel Jüdt (Autorin), Lehren und lernen für Sterbende und Trauernde (= Internationale Gesellschaft für Sterbebegleitung und Lebensbeistand. IGSL-Curriculum für Ehrenamtliche, Band 1), IGSL-Hospiz, Bingen 2000, ISBN 978-3-934336-70-4.
- Didaktik der Krisenpädagogik. Lehren und Helfen als BildungsKunst (= Berichte aus der Pädagogik), Shaker, Aachen 2002, ISBN 978-3-8322-0138-8.
- Am Boden – des Brunnens. Lebenskrisen, Schicksalsschläge meistern und das Sterben, Shaker, Aachen 2002, ISBN 978-3-8322-0137-1.
- (Autor) und Monika Schulte-Beckhausen (Autorin), IGSL, Internationale Gesellschaft für Sterbebegleitung & Lebensbeistand (Hrsg.): ... als wär's ein Teil von mir. Begleitung auf dem Weg durch die Trauer, IGSL-Hospiz, 2., erweiterte Auflage, Bingen 2010, ISBN 978-3-934336-20-9.

- Im Stehen sterben. Begleitung zu würdevollem Sterben und heilender Trauer. Books on Demand 2017. ISBN 978-3-7431-0998-8
- Hospizarbeit woher – wohin? Entwicklung Konzepte Anregungen. Books on Demand 2017. ISBN 978-3-7431-3365-5.

- (Hrsg.): Sterbende begleiten. In Geborgenheit bis zuletzt durch palliative care, Forum-Verlag Herkert, Merching 2005, ISBN 978-3-86586-011-8.
- (Hrsg.): Im Dialog mit Sterbenden. Zuhören – reden – sich verstehen, Forum, Merching 2005, ISBN 978-3-86586-000-2.
- (Hrsg.): Das Unbegreifliche annehmen. Trauer zulassen, Trauer leben, Forum, Merching 2006, ISBN 978-3-86586-002-6.
- (Hrsg.): Sterben und Trauer im Wandel. Dem Tabu begegnen, von Religionen und Kulturen lernen, Forum, Merching 2006, ISBN 978-3-86586-004-0.
- (Hrsg.): Hospizarbeit – zurück in die Zukunft. Mit Qualität, Ideen und Profil, Forum Merching 2006, ISBN 978-3-86586-003-3.
- (Hrsg.): Die Rechte der Sterbenden. Zwischen Euthanasie und Lebensverlängerung um jeden Preis, Forum, Merching 2007, ISBN 978-3-86586-001-9.
- (Hrsg.): Qualifizierte Begleitung von Sterben und Trauernden.  Medizinische, rechtliche, psycho-soziale und spirituelle Hilfestellungen. (= Forum GesundheitsMedien), Forum Merching 2001 bis 2013, (Loseblattsammlung in drei Bänden), ISBN 3-89827-374-1.

### Beiträge in Sammelwerken
- Besondere  familiäre  Lebenssituationen, in: Bernd  Seidenstücker (Hrsg.), Barbara Mutke (Hrsg.), Praxisratgeber Kinder- und Jugendhilfe. Erfolgreiche Betreuung und Beratung von Kindern und Jugendlichen in schwierigen Lebenslagen, Forum, Merching 2004, ISBN 978-3-89827-971-0, S. 159–182.

### Zeitschriftenartikel
- Acht Lernpfade für das lernende Unternehmen, in: Harvard Business Manager, 1996, Heft 3, S. 51–62.
- Tabu Tod? oder der Anspruch auf Glück und Unversehrtheit. Wer das Leben lehren will, darf das Sterben nicht auslassen, in: TPS Extra, Juni 2000, Nr. 38 (Thema: "Kinder begegnen dem Tod")
- Umgang mit dem Tod. Ein notwendiges Thema schulischer Erziehung, in: Schulmagazin, 2009 Heft 11, S. 5–10

| Personendaten    | Personendaten                                                                     |
| ---------------- | --------------------------------------------------------------------------------- |
| NAME             | Burgheim, Werner                                                                  |
| KURZBESCHREIBUNG | deutscher Sozialarbeiter, Pädagoge, Erziehungswissenschaftler und Hochschullehrer |
| GEBURTSDATUM     | 1942                                                                              |